# Ассоциация регионального сотрудничества Южной Азии
Южно-Азиатская ассоциация регионального сотрудничества, СААРК (англ. South Asian Association for Regional Cooperation — SAARC) — экономико-политическая организация восьми стран в Южной Азии. По численности населения является самой крупной региональной организацией, насчитывая около 1,6 млрд жителей. Была образована в декабре 1985 года для обеспечения сотрудничества в социально-экономической сфере государствами Бангладеш, Бутан, Мальдивы, Непал, Пакистан, Индия и Шри Ланка. В апреле 2007 г. на 14-м саммите СААРК в качестве восьмого участника к организации присоединился Афганистан. В настоящее время штаб-квартира организации находится в Катманду (Непал).

## Генеральные секретари СААРК
1. Абул Ахсан  (с 16.01.1985 по 15.10.1989)
2. Кант Кишор Бхаргава  (с 17.10.1989 по 31.12.1991)
3. Ибрахим Хусейн Заки  (с 01.01.1992 по 31.12.1993)
4. Ядав Кант Силвал  (с 01.01.1994 по 31.12.1995)
5. Наим У. Хасан  (с 01.01.1996 по 31.12.1998)
6. Нихал Родриго  (с 01.01.1999 по 10.01.2002)
7. К. А. М. А. Рахим  (с 11.01.2002 по 28.02.2005)
8. Ченкьяб Дорджи  (с 01.03.2005 по 29.02.2008)
9. Шил Кант Шарма  (с 01.03.2008 по 28.02.2011)
10. Фатимат Дхияна Саид  (с 01.03.2011 по 11.03.2012)
11. Ахмед Салим  (с 12.03.2012 по 28.02.2014)
12. Арджун Бахадур Тхапа  (с 01.03.2014 по 28.02.2017)
13. Амджад Хуссейн Б. Сиал  (с 01.03.2017 по 29.02.2020)
14. Эсала Руван Виракун  (с 01.03.2020 по 03.03.2023)
15. Голам Сарвар  (с 04.03.2023 по настоящее время)